# 浅草モスク
浅草モスク（あさくさモスク）または ダール・ル・アルカム・マスジド（Dar Al-Arqam Masjid ）は、東京都台東区東浅草に所在するモスク。1998年に建てられた。イスラミック・サークル・オブ・ジャパン（ICOJ）の一部局である日本モスクファウンデーション（JMF）によって運営されている。

## 名称
日本語表記については「浅草マスジド」のほか、「ダールルアルカム・マスジド」 や「ダール・アル・アルカム・マスジド」も用いられる。また、ラテン文字表記についても Darul Arqam Masjid  や Masjid Dar el Arqam Asakusa 、 Masjid Daar Al-Arqam Asakusa など、いくつかのバリエーションがある。

## サービス
モスクは、次の基本的なサービスを提供している
- 毎日5回の義務の礼拝
- 毎週金曜日の礼拝（12:25- 説教、12:45- 集団礼拝）
- 葬儀礼拝
- イスラムの結婚の儀式（証明書の発行を含む）
- シャハーダ（証明書の発行を含む）
- オンライン・イスラーム勉強会（日本語）
- 毎週土曜日夜のダルス（日本語など）
- タジュウィード（クルアーンの読み方）クラス
- イスラムに関する情報の普及など

## 施設
建物は5階建てで、 各階の割り当ては以下の通りである。
- 1階：イスラム文化センター
- 2階：女性用礼拝所
- 3階：男性用礼拝所
- 4階：キッチンとダイニングルーム
- 5階：イマームの住居

## 交通手段
最寄り駅は東京メトロ日比谷線・JR常磐線南千住駅、あるいは東京メトロ銀座線浅草駅。いずれの駅からも都営バスで行くのが便利。

## リファレンス
1. ↑  http://www.islam.co.jp/masjid/dar_al-arqam/index.html
2. ↑  “日本のマスジド・ムスリム団体 関東”.   イスラミックセンター・ジャパン. 2013年11月5日閲覧。
3. ↑  “About The Masjid” (英語).   Masjid Dar el Arqam Asakusa（公式サイト）. 2013年11月5日閲覧。
4. ↑  “Masjid Dar el Arqam Asakusa - About The Masjid”. masjid-asakusa.ucoz.com. 2020年5月6日閲覧。
5. 1 2 3  “モスクに関する情報”.   清水霊園 イスラーム墓地. 2013年11月5日閲覧。
6. ↑  “第5回全国マスジド（モスク）代表者会議”.  早稲田大学イスラーム地域研究機構. 2013年11月5日閲覧。
7. ↑  “サイトタイトル” (英語).   Masjid Dar el Arqam Asakusa（公式サイト）. 2013年11月5日閲覧。
8. ↑  http://www.islamiccircleofjapan.org/dar-al-arqam-masjid.html